# The Devil's Charter
The Devil's Charter je raně jakobínská divadelní hra, tragédie napsaná Barnabem Barnesem. Hra vypráví příběh papeže Alexandra VI.

## Uvedení
The Devil's Charter pochází z roku 1607; byla sehrána společností King's Men u dvora před králem Jakubem I. na Hromnice (2. února) toho roku. Hra byla zapsána do rejstříku nakladatelů Stationers' Register dne 16. října 1607 a byla vydána ještě téhož roku v kvartovém formátu, který vytiskl George Eld pro knihkupce Johna Wrighta. Barnes věnoval hru Williamu Popeovi, 1. hraběti z Downe, a Williamu Herbertovi, 1. baronu Powisovi. Kvartové vydání z roku 1607 je jediné vydání této hry před 20. stoletím.

## Děj
Hra začíná němým prologem, v němž Roderigo uzavírá smlouvu s ďáblem, aby se stal papežem Alexandrem VI. Lodowick přesvědčí francouzského krále Karla VIII., aby vedl náboženskou válku proti Itálii. Dva šlechtici odsuzují papežovu zkaženost. Gismond a Barbarossa zachytí pomluvy o papeži, rozzlobí se a slibují potrestat autora.
Papež rozjímá o tom, jak uzavřel smlouvu s ďáblem pro blaho svých synů Candyho a Caesara. Rozdělí Itálii a přilehlé země mezi ně a udělí jim oblasti ke správě. Caesar a papež filozofují o vládnutí a válčení ve jménu víry. Candy odchází jednat o sňatku s Lady Saunce.
Lucrezia se připravuje zavraždit svého manžela Gismonda, protože ji věznil. Vymění si urážky o žárlivosti a ctnosti. Sváže ho, přinutí ho podepsat doznání, že ji pomlouval, stejně jako jejího otce papeže, její bratry Caesara a Candyho, a také Sforzu. Poté ho opakovaně bodne a zinscenuje to jako sebevraždu. Služebník a Barbarossa naleznou tělo; Lucrezia předstírá šok a smutek.
Chór oznamuje, že král Karel táhne na Itálii s asi 20 000 vojáky. Alexandr, Caesar a Candy se připravují na bitvu. Alexandr a Karel se pokusí dohodnout, ale bez úspěchu. Karel chce dobýt Řím, Alexander odmítá ustoupit. Karlovi rádci označí papeže za Antikrista. Nakonec dosáhnou dohody. Chór popisuje, že Karel zemřel, území několikrát změnilo majitele, a zbytek hry se zaměřuje na papeže a Caesara.
Papež posílá drahokam Astorovi, svému zajatci z důvodů sexuální touhy. Astor je žádostí znechucen. Papež jej osobně prosí, ale Astor odmítá. Papež ho přikáže přivést po mši, neboť bez něj nemůže žít. Caesar najímá lotra Frescobaldiho k špinavé práci. Candy podezřívá Lucrezii z vraždy Gismonda a vyslýchá ji. Caesar a Frescobaldi zabijí Candyho a tělo chtějí shodit z mostu. Caesar poté zabije i Frescobaldiho, aby zahladil stopy.
Papež vyvolá démony, aby zjistil, kdo zabil Candyho a Gismonda. Zděsí se, když zjistí, že to byli Caesar a Lucrezia. Přísahá, že je i Astora nechá zabít. Když Caesar čelí obvinění, obviňuje papeže z incestu, vraždy a smilstva. Dohodnou se, že si budou navzájem krýt záda. Lucrezia se otráví jedem v líčidle.
Caesar obléhá hraběnku Katharinu z Furli, Sforzovu dceru. Vyhrožuje popravou jejích dvou synů, ale ona odmítne ustoupit. Po bitvě je zajata. Caesar prozradí, že její synové žijí, a pošle je do Říma. Barbarossa má spravovat Furli a osvobodit lid.
Papež nařídí omámit Astora a jeho bratra Philippa, pak jim položí na prsa zmiji a zabije je. Caesar propustí armádu, dobře ji zaplatí, a poté najímá Baglioniho, aby zabil lékárníka Rozziho. Rozzi připravuje jedy pro Bernardina. Baglioni nechtěně vypije jeden z nich a Rozziho zastřelí.
Papež a Caesar plánují otrávit kardinála Caraffu na hostině. Ďábel zasáhne a zamění láhve. Papež i Caesar se nechtěně otráví. Caesar bodne Bernardina v domnění, že je vinen. Kardinálové prchají. Démoni Belchar, Astaroth a Varca se chystají papeže odvést do pekla.
Papež se snaží činit pokání, ale nedokáže probudit své svědomí. V pracovně na něj čeká ďábel, ukáže mu smlouvu: ne na osmnáct let, jak si myslel, ale na jedenáct let a sedm dní. Smlouvají, ale ďábel ho varuje, že ho čeká věčné zatracení. Papež spatří duchy zabitého Candyho a Lucrezie. Jeho vlastní otrávení je odplatou za její smrt, Caesar bude bodnut, jako zabil Candyho.
Hru uzavírají dva kardinálové, kteří naleznou papežovo tělo a přikážou zvonit na oslavu osvobození od zkaženého papeže.

## Zvláštnosti hry
Hra je mezi badateli renesančního anglického divadla výjimečná především díky neobvykle podrobným scénickým poznámkám, které poskytují cenný vhled do dramatického stylu tehdejší přední herecké společnosti. Tyto poznámky například uvádějí, že si postavy samy nosí rekvizity na jeviště. Vzhledem k tomu, že postavy jsou historické osobnosti (např. Karel VIII. Francouzský, Lodovico Sforza, Cesare Borgia, Francesco Guicciardini), může působit zvláštně, když například v 1. dějství, scéně 5, Lucrezia Borgia vstupuje s židlí, kterou „postaví na jeviště“. Postavy pak často zabíjejí jiné postavy a jejich těla odvlečou ze scény.
Text hry The Devil's Charter je bohatý na intelektuální, historické a dobově jakobínské odkazy. Není náhodou, že tato výrazně protikatolická hra vznikla krátce po spiknutí střelného prachu (1605). Příběh rodiny Borgia poskytl protestantským propagandistům výživný materiál. Téma bylo zpracováno znovu v roce 1679 Nathaniellem Leem ve hře Caesar Borgia.

## Ďábel
Ďábel v názvu není metaforou. Jde o skutečnou postavu, kterou papež Alexandr vyvolává (konkrétně démona Astarotha), aby mu pomohl získat moc. Hra nese silné rysy tzv. „ďábelských her“, tedy dramat s ďáblem, inspirovaných například Marlowovým Faustem. Ďábelské motivy umožňují efektní inscenaci a spektákl, například ve scéně IV, i, kde Alexandr vyvolává „pekelného krále s rudým obličejem, jedoucího na lvu nebo drakovi“. Scénické poznámky dávají hercům společnosti King's Men prostor pro zvláštní efekty.
Na začátku scény V, v, Astaroth přivolává dva další démony, Belchara a Varcu; ti spolu rozmlouvají a tančí. V následující a závěrečné scéně se Astaroth objeví v papežském rouchu, čímž Alexandra zaskočí. Papež zjistí, že smlouva s ďáblem obsahuje záludný výpočet času, a jeho vláda skončí o roky dříve, než čekal. Za hromů a blesků se objeví horda démonů, která Alexandra odvleče do pekla.